# Mikhail Nesterov
Mikhail Vasilevitch Nesterov (em russo: Михаи́л Васи́льевич Не́стеров) (19 de maio (jul.) de 1862, Ufa - 18 de outubro de 1942, Moscovo) foi um dos mais notáveis representantes do simbolismo religioso na arte russa. 
Formou-se inicialmente na Escola de Pintura, Escultura e Arquitetura de Moscovo, onde teve como mestres Vasili Perov, Aleksei Savrasov e Illarion Prianishnikov, e depois na Academia Imperial das Artes de Petrogrado com Pavel Tchistiakov, mas posteriormente continuaria a sua formação pela sua conta e como membro do grupo dos Peredvijniki, embora participasse também nalguma exposição do grupo Mir Iskusstva. O seu canvas intitutulado A visão do jovem Bartolomeu sobre a conversão do santo medieval russo Sergei Radonejski é amiúde considerado a primeira obra do simbolismo russo. Entre 1890 e 1910, Nesterov trabalhou pintando afrescos na Catedral de São Volodimir de Kiev e mosaicos na Igreja da Ressurreição em Petrogrado, assim como realizando alguns ícones para outros templos. Em 1910, transladou-se definitivamente a Moscovo, onde trabalhou no Convento Marfo-Mariinski. 
Crente devoto da Igreja Ortodoxa, Nesterov não apoiou a Revolução de Outubro nem a perseguição dos religiosos pelos bolchevique, mas permaneceu na Rússia e dedicou-se a pintar retratos, entre os que destacaram os de Ivan Ilin, Ivan Pavlov, Ksenia Derjinskaia, Otto Schmidt e Vera Mukhina entre outros. 

## Galeria

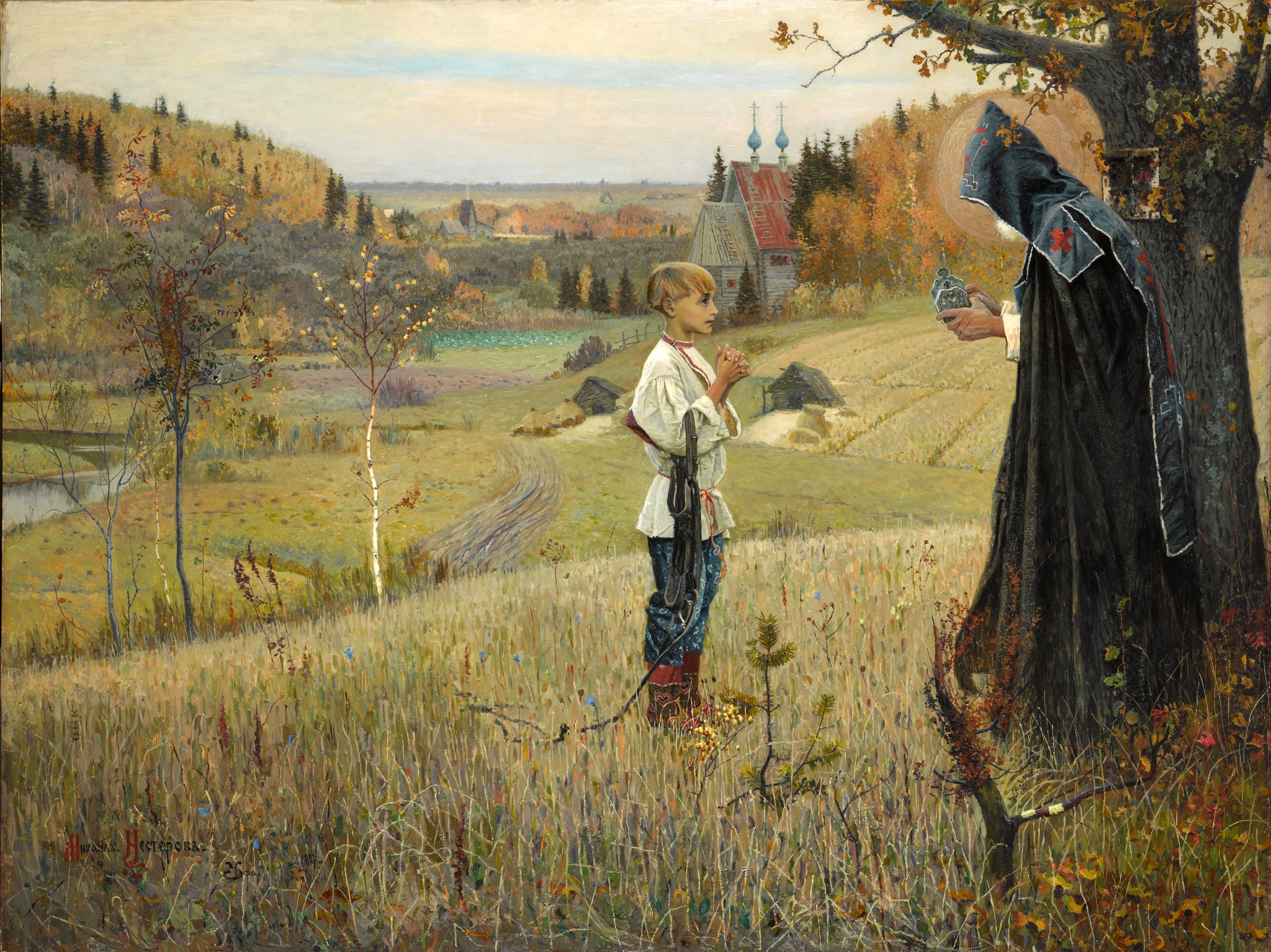
A visão do jovem Bartolomeu (1890–91), Galeria Tretiakov
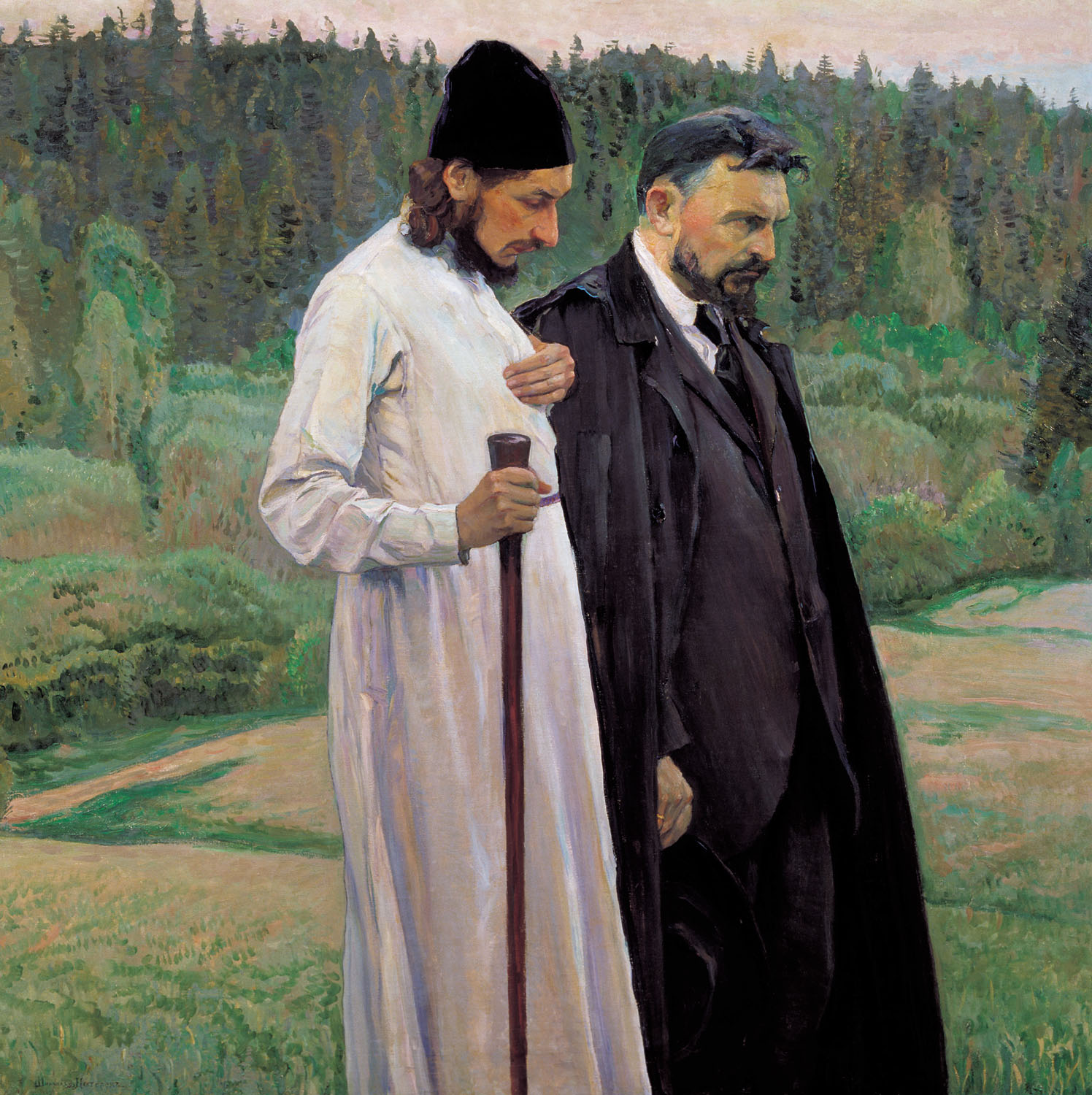
Filósofos (retrato dos pensadores russos Pavel Florensky and Sergei Bulgakov)

## Outros artigos
- Peredvijniki
- Mir Iskusstva